# Jesús Sánchez Martos
Jesús Sánchez Martos és un infermer i comunicador espanyol, conseller de Sanitat de la Comunitat de Madrid entre 2015 i 2017.
Infermer a l'Hospital del Niño Jesús, posteriorment va entrar a treballar a la Facultat d'Infermeria, Fisioteràpia i Podologia de la Universitat Complutense de Madrid (UCM), on va entrar en contacte amb Dionisio Ramos i Gustavo Villapalos.
Doctorat en Medicina el 1989 amb la tesi Papel del factor natrurético en la diabetes mellitus sobre un tema bioquímic, ha desenvolupat principalment la seva carrera en la comunicació de temes sanitaris. És catedràtic d'Educació per a la Salut de la UCM.
El juny de 2015 va ser nomenat conseller del Govern de la Comunitat de Madrid presidit per Cristina Cifuentes. Conegut com «el telepredicador» per la seva tirada per aparèixer en els mitjans de comunicació i xarxes socials, el 2017 va recomanar als nens i les nenes fer «ventalls de paper» per suportar millor l'onada de calor a les escoles. La seva gestió al capdavant de la conselleria va ser reprovada pel ple de l'Assemblea de Madrid el 22 de juny de 2017, amb 80 vots a favor (Grups Parlamentaris Socialista, Podem i Ciutadans) i 47 en contra (Grup Parlamentari Popular).
Cifuentes va cessar a Sánchez Martos al setembre de 2017. Dos dies després del seu cessament com a conseller, va ser nomenat director de la Fundació Madri+d, adscrita a la Conselleria d'Educació del govern regional.